# Геополитика енергије (књига)
Геополитика енергије: битна развојна компонента друштва у XXI столећу је књига српског геополитиколога др Зорана Петровића Пироћанца, објављена 2010. године.
Ово је трећа у трилогији ауторових монографија о геополитици ресурса, прва је Геополитика воде (2007), а друга Геополитика хране (2008). Књигу је објавио Институт за политичке студије (јединица Центар за геополитичке студије „Југоисток“/ у Београду.

## Циљеви и методологија
Трилогију о геополитици ресурса аутор поставља са аспекта нове методологије и задатака које глобализација поставља пред науку геополитике.
Данас геополитиколог мора да проучава не само војне вештине и географију, већ и геоекономију, социологију, демографију, религијска кретања, цивилно друштво, расправе о климатским променама, да има и футуристичка обележја, да предвиђа, итд. Упустио сам се, пионирски, у поменута глобална питања, воду, храну и енергију, као суштинске проблеме човечанства, који ће умногоме променити међународне односе. То јесу незаобилазне теме савремене геополитике, а ја сам, написавши те књиге, које сада даље други аутори треба да надмаше новим радовима, био у улози early warning истраживача (оног који врши функцију раног упозоравања). Зато што наша држава, као и у много чему другом, има недопустивих зјапећих рупа у поимању и вођењу онога што се назива state management.— каже аутор за Геополитику.

## Пријем код критике
Књига је оцењена као важан допринос у разумевању светских токова, али и геополитичке ситуације Србије, нарочито по питању статуса Косова и Метохије.
Књига Геополитика енергије, аутора др Зорана Петровића Пироћанца, на 477 страна даје нам јасан приказ актуелне геополитичке расподеле основних енергетских ресурса као и приказ њихове снаге да одређују односе међу различитим државама као и другим међународним факторима у процесу геополитичког и геоекономског  тактизирања. (...) Ово дело, на овај начин, даје значајан допринос разумевању разлога као и начина деловања и понашања држава, посебно великих сила у токовима светске политике. (...) аутор износи став да разлози настојања да се део територије Србије, тачније Косово и Метохија, издвоје из њеног политичког и правног оквира управо леже у великој количини природних ресурса, пре свега угља, којима располаже ова јужна српска покрајина. — наглашава Драган Траиловић у приказу књиге, у часопису Српска политичка мисао.